# Another Mind (jeu vidéo)
Pour l'album de Hiromi, voir Another Mind.
Another Mind (アナザー・マインド, Anazā Maindo) est un jeu vidéo d'aventure, développé par Square sur console PlayStation, et publié le 12 novembre 1998 au Japon.

## Système de jeu
Another Mind comprend une série de photos avec des textes superposés faisant avancer l'intrigue du scénario. Les personnages sont représentés par des photos de véritables acteurs, qui se montrent lorsqu'un personnage parle. Une séquence montrant un clip dans lequel les acteurs interagissent, est parfois utilisée ; le jeu utilise les voix des acteurs, ce qui est rare pour cette période. Le groupe représente un « autre esprit » intégré dans la tête du principal protagoniste, et ne peut contrôler le jeu qu'en parlant à cette fille. Le joueur construit ses propres phrases à l'aide de mots proposé par le jeu.
Le jeu se divise en dix chapitres, chacun prenant plusieurs heures à terminer. Il existe plusieurs fins au jeu, la majeure partie étant de « mauvaises » fins. Il existe deux principales fins au jeu. Les actions du protagoniste sont guidées par les choix du joueur au fil de l'histoire, et des relations entre lui et les autres personnages.

## Scénario
Une fille de 16 ans, Hitomi Hayama, est victime d'un accident de voiture, et est admise à l'hôpital. En se réveillant, elle remarque qu'un autre esprit a pris place dans sa tête. Le joueur endosse le rôle de cette entité à part entière. Le duo doit ensuite résoudre une affaire qui commence à l'hôpital, qui comprend un meurtre, plusieurs tentatives de suicide, et une tentative d'attentat à la bombe. Hitomi communique fréquemment avec le joueur qui doit lui-même la convaincre d'effectuer quelques actions plutôt que de la commander directement.
Les personnages du jeu comprennent Hitomi Hayama (葉山 瞳), lycéenne de 16 ans et protagoniste du jeu ; ses copines de classe Mariko Takagi (高木 真理子), Toshiki Kaneda (金田 俊樹), et Masato Kitagawa (北川 正人) ; et ses enseignants Ryouji Higuchi (樋口 良治) et Hitoshi Yamagata (山形 均). Les autres personnages sont Kaoru Murai (村井 薫), l'infirmière qui a veillé sur Hitomi pendant son séjour à l'hôpital ; Teruo Myouen (明円 輝夫), une reporter en freelance qui s'occupe d'affaires non élucidées au lycée Wakaba ; Natsuko Mukai (向井 夏子), la psychothérapeute de Hitomi ; et Nanako Hiura (火浦 菜々子), une étudiante mystérieuse originaire d'une autre école.

## Bande-son
La bande-son du jeu, composée par Junya Nakano, est publié en un album à part par DigiCube le 21 novembre 1998. L'album, intitulé Another Mind Original Soundtrack, comprend 24 pistes pour une durée totale de 1:14:38. La bande-son est composée uniquement à l'aide du synthétiseur de la PlayStation, et les pistes varient grandement selon l'humeur générale des passages dans le jeu.